# Олівія Поурі
Олівія Поурі  (англ. Olivia Powrie, 9 грудня 1987) — новозеландська яхтсменка, олімпійка.

## Виступи на Олімпіадах
| Олімпіада   | Дисципліна | Місце |
| ----------- | ---------- | ----- |
| Лондон 2012 | Клас 470   | 1     |
| Ріо 2016    | Клас 470   | 2     |